# Майские правила
«О порядке приведения в действие правил о евреях» (более известны как «Временные правила», «Майские правила») — нормативный документ комитета министров Российской империи, опубликованный 3 мая 1882 года.
Документ резко ограничивал права еврейского населения и фактически стал поворотным пунктом имперской политики в отношении евреев после реформ Александра II. Приняты по инициативе министра внутренних дел графа Н. П. Игнатьева.
Временные правила менялись по мере желания центральных властей и были отменены лишь после Февральской революции Временным правительством России.

## Предпосылки
Реформы Александра II, следствием которых стали модернизация и индустриализация в России, обострили противоречия в российском обществе, одним из проявлений которых стал раскол мнений по отношению к евреям. В консервативных газетах, близких к правительственным кругам, развернулась мощная антисемитская кампания. Либеральная русская пресса, поддерживавшая реформы, выступала против антиеврейских гонений. Также в результате отмены крепостного права часть крестьян составила конкуренцию евреям в ремеслах и мелкой торговле. Это ухудшило положение еврейской бедноты, зато прослойка богатых евреев, скопившие первоначальный капитал в дореформенный период, смогла воспользоваться новыми возможностями и вложить средства в банковскую сферу, крупную оптовую торговлю и промышленность.
После убийства Александра II народовольцами 1 марта 1881 года, в 166 населенных пунктах Российской империи произошли еврейские погромы, тысячи еврейских домов были разрушены, много еврейских семей лишилось имущества, большое число мужчин, женщин и детей было ранено, а некоторые были убиты. Попустительская политика властей сочеталась с массовыми слухами о том, что существует правительственное указание бить евреев.
Беспорядки вызвали беспокойство и привлекли внимание правительства нового императора Александра III (1881—1894 гг.) к еврейскому вопросу. Советский историк Пётр Зайончковский отметил «зоологическую ненависть к евреям» Александра III. Он подчеркивал: «Император был противником какого-либо улучшения положения евреев, глубокомысленно полагая, „что если судьба их печальна, то она предначертана Евангелием“». Личный антисемитизм императора поддерживался его ближайшим окружением. В частности, председатель Священного Синода Константин Победоносцев стремился направить социальные протесты крестьян и рабочих в сторону евреев как «главных эксплуататоров народных масс».
Результатом описанного выше восприятия «еврейского вопроса» стало резкое ужесточение политики по отношению к евреям.

## Содержание Временных правил
В соответствии с «временными правилами» евреям в черте еврейской оседлости запрещалось впредь: а) селиться в сельской местности; б) приобретать недвижимое имущество вне местечек и городов и арендовать земельные угодья; в) торговать в воскресенье и в христианские праздники.
В дальнейшем эти ограничения менялись и дополнялись центральными властями. Так, в 1887 году евреям, жившим в деревнях, запретили переезжать из одной деревни в другую. Историк Михаил Штереншис расценивает этот запрет как своеобразное «крепостное право для евреев».

## Реакция и последствия
«Временные правила» лишили средств существования многих евреев, которые занимались мелкой торговлей в деревнях черты оседлости, нанесли удар по правам еврейской буржуазии и экономической элите. Так, например, до 1904 года они относились и к евреям, имевшим право жительства по всей империи (за исключением окончивших университеты).
Против «Временных правил» выступили ряд высокопоставленных чиновников Российской империи. Виленский генерал-губернатор П. Д. Святополк-Мирский во всеподданнейшем ответе за 1902—1903 годы писал, что «Временные правила» привели к самым неблагоприятным последствиям: к бедности, граничащей с полной нищетой, общей массы евреев и к предельному обострению борьбы за существование среди евреев. В марте 1902 года министр внутренних дел Дмитрий Сипягин внёс в Комитет министров записку об изменении «Временных правил», с тем чтобы отдельные посёлки, утратившие характер сельских местностей, получили статус местечек, то есть евреям было бы позволено проживать в них. Министр внутренних дел Вячеслав Плеве поддержал эту линию, и 10 мая 1903 года было принято решение предоставить 101 деревне статус местечка. Плеве, настроенный враждебно по отношению к евреям, был озабочен их ужасающей бедностью и последствиями социальной нестабильности, которые вызывали условия их существования. Он отмечал, что города и местечки «…переполнены евреями, по большей части не находящими себе достаточного заработка, и эта скученность в отдельных пунктах еврейского населения, часто доведённого до нищеты, неминуемо является постоянною угрозою для общественного спокойствия». При министре внутренних дел П. Н. Дурново в ноябре 1905 года общее число таких «посёлков», которые были переведены в статус местечек, было доведено до 291.

## Отмена
«Временные правила» были отменены в марте 1917 года Временным правительством России.